# Rondo Jazdy Polskiej w Warszawie
Rondo Jazdy Polskiej – rondo w śródmieściu Warszawy położone na dwupoziomowym skrzyżowaniu ul. Waryńskiego i al. Armii Ludowej (Trasy Łazienkowskiej).

## Opis
Rondo powstało w latach 1971–1974 na osi ulicy Waryńskiego nad dwupoziomowym skrzyżowaniem z Trasą Łazienkowską. Jest to klasyczne rondo z czterema ulicami wlotowymi i okrągła wyspą centralną, z wjazdami i zjazdami na Trasę.
Nazwa została nadana w 1989 roku. Poświęcona jest polskim kawalerzystom, nawiązuje do pomnika Tysiąclecia Jazdy Polskiej usytuowanego obok ronda.

## Ważniejsze obiekty
- Pomnik Tysiąclecia Jazdy Polskiej
- Pole Mokotowskie
- Dom Studencki „Riviera”
- Stacja metra Politechnika
- Biurowiec Zebra Tower